# Macintosh Quadra 700
Le Macintosh Quadra 700 fut le premier Macintosh de la série Quadra, qui forma le haut de la gamme Apple jusqu'à l'apparition des Power Macintosh à base de PowerPC, en 1994. Les Macintosh Quadra intégraient un processeur Motorola 68040 à la place des Motorola 68030 des précédents Macintosh haut de gamme.
Premier Macintosh au format « tour », le Quadra 700 avait un processeur 68040 cadencé à 25 MHz et était vendu au prix de 6 000 $. Il possédait en outre plus de mémoire vive (4 Mio minimum), plus de mémoire morte (1 Mio) et un disque dur plus vaste (entre 80 et 400 Mo) que ses prédécesseurs. Il était le premier Macintosh à intégrer un port Ethernet.

## Caractéristiques
- Ordinateur de bureau à la fois tour et desktop (fonctionnement possible horizontalement ou verticalement)
- processeur : Motorola 68040 32 bit cadencé à 25 MHz
- bus système 32 bit à 25 MHz
- mémoire morte : 1 Mio
- mémoire vive : 4 Mio extensible à 20 Mio
- 8 Kio de mémoire cache de niveau 1
- disque dur SCSI de 80 à 400 Mo
- lecteur de disquette « SuperDrive » 1,44 Mo 3,5"
- mémoire vidéo de 512 Kio de VRAM (1 Mio ou 2 Mio en option)
- résolutions supportées :
  - 512×384 en 8 bits (24 bits avec 1 Mio ou 2 Mio de VRAM)
  - 640×480 en 8 bits (24 bits avec 2 Mio de VRAM)
  - 832×624 en 8 bits (24 bits avec 2 Mio de VRAM)
  - 1 152×870 en 4 bits (8 bits avec 1 Mio ou 2 Mio de VRAM)
- slots d'extension :
  - 2 slots d'extension NuBus
  - 1 slot PDS
  - 4 connecteurs mémoire de type SIMM 30 broches (vitesse minimale : 80 ns)
  - 6 emplacements VRAM
- connectique :
  - 1 port SCSI (DB-25)
  - 2 ports série (Mini Din-8) pour le modem et l'imprimante
  - 2 ports ADB
  - sortie vidéo DB-15
  - port Ethernet AAUI-15
  - sortie audio : stéréo 8 bit
  - entrée audio : mono 8 bit
- dimensions : 14,0 × 30,2 × 36,6 cm
- poids : 6,2 kg
- alimentation : 50 W
- systèmes supportés : 7.0.1 à 8.1